# Ramón Herrera y Rodado
Ramón Herrera y Rodado (Santiago, Capitanía General de Chile, 7 de diciembre de 1799 - Florencia, Italia, 1882) fue un militar chileno que ejerció importantes cargos públicos en Perú durante el gobierno de  José de la Riva Agüero y posteriormente durante la Confederación Perú-boliviana siendo presidente del Estado Sud-Peruano y uno de los hombres de confianza del protector Andrés de Santa Cruz.

## Biografía
Fue hijo del matrimonio compuesto por Francisco Manuel de Herrera y  Francisca de Paula Rodado naturales ambos de España, su familia habiase trasladado a América cuando su padre inició una carrera burocrática como Fiscal del Crimen de la Real Audiencia de Buenos Aires en el Virreinato del Río de la Plata en 1787, desempeñando luego el mismo cargo en la Capitanía General de Chile donde en 1799 nació su hijo Ramón.
Siguiendo los pasos de su hermano mayor Francisco de Paula Pedro Regalado, conocido generalmente como Pedro Herrera, se enroló en el ejército realista pasando luego al Perú donde formó parte del regimiento de la Concordia acantonado en Lima; su hermano Pedro  había muerto en 1816 en Chuquisaca, en el Combate de Tarabuco durante la campaña del virrey Joaquín de la Pezuela en el Alto Perú contra el Ejército del Norte.

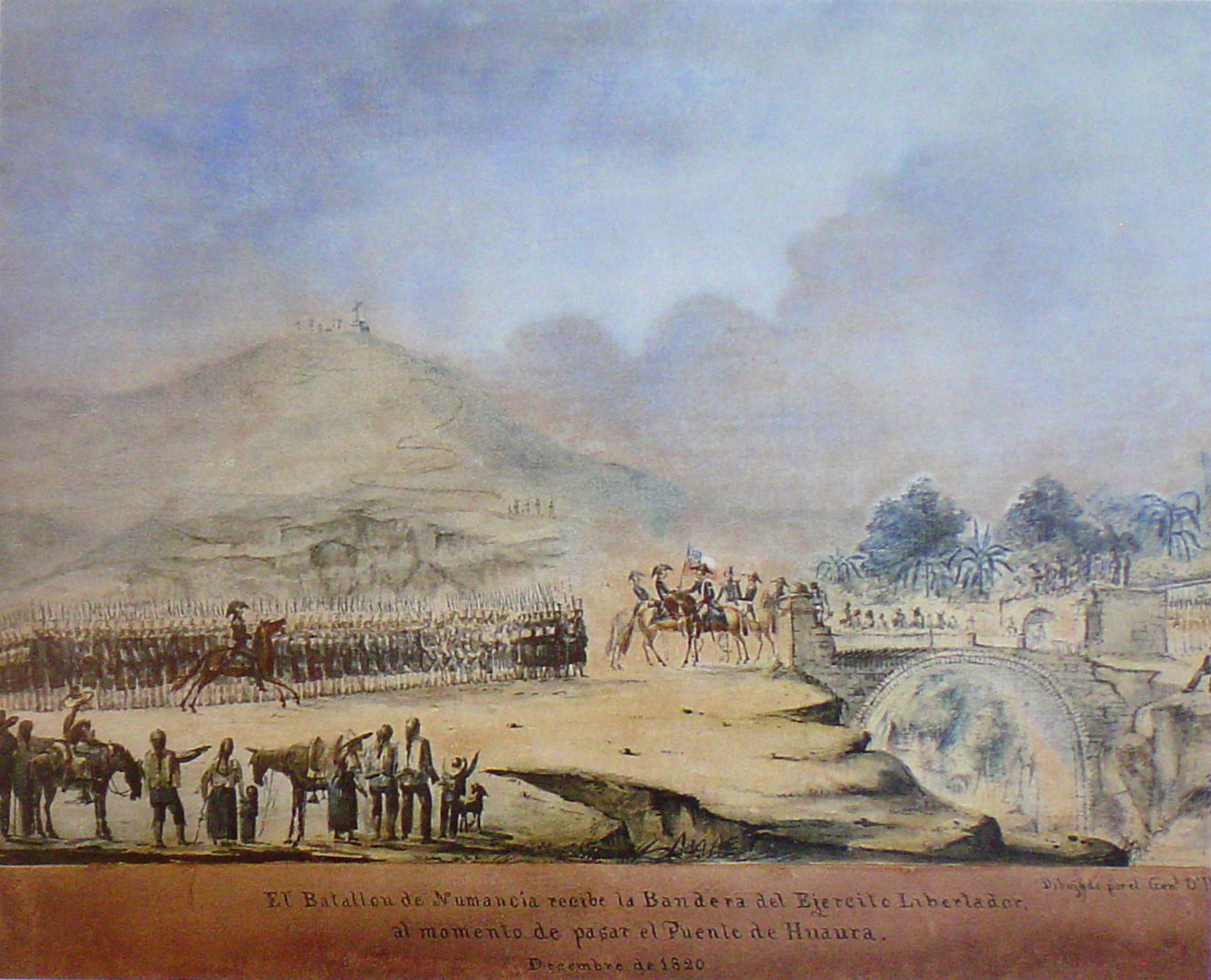
Acuarela de Bernardo O’Higgins, El Batallón Numancia recibe la Bandera del Ejército Libertador al momento de pasar el puente de Huaura (diciembre de 1820).

En 1820 servía como capitán del batallón Numancia; junto al también capitán venezolano Tomás de Heres lideró el apresamiento del coronel Ruperto Delgado para luego entregar este cuerpo al bando patriota en el puente de Huaura pasando entonces a formar parte del Ejército Unido Libertador del Perú al mando de José de San Martín donde rápidamente ascendió a coronel. Este acontecimiento, uno de los más decisivos de la Expedición Libertadora, permitió a San Martín aumentar su fuerza con un batallón veterano y debilitó en igual medida a los realistas, que finalmente abandonaron Lima. Al momento en que el Numancia se pasó a los patriotas contaba con 996 plazas, de las cuales 671 eran venezolanos y 325 peruanos.
Condecorado tres veces por San Martín y otras tres veces por el presidente Andrés de Santa Cruz; fue también Ministro de Guerra y Marina del Perú durante el gobierno de José de la Riva Agüero; General de División en Bolivia; Ministro Plenipotenciario de Bolivia; Presidente del Consejo de Gobierno del Estado Sud-Peruano y su Ministro de Guerra; finalmente elevado a Presidente del mismo. 
Como Presidente del Estado Sud-Peruano fue uno de los negociadores del Tratado de Paucarpata en 1837 que establecía la paz entre la Confederación Perú-Boliviana y la República de Chile, el cual posteriormente no fue reconocido por el gobierno chileno; reiniciadas las hostilidades combatió en la Batalla de Yungay donde mandó la división boliviana del ejército confederado. Finalizada la guerra y sumidos el Perú y Bolivia en la anarquía, se autoexilió, pasando a Argentina y a Chile para luego dirigirse a Europa donde radicaría hasta el final de sus días. Durante su estancia en Perú estuvo casado en tres ocasiones habiendo procreado siete hijos.

...en agosto de 1860, hallándome en Bruselas, se me presentó un caballero ya anciano, pero bien apersonado, y saludándome con el apodo de "paisano" me dijo que era el general don Ramón Herrera, que era chileno de nacimiento y que deseaba hablarme para preguntarme noticias de este país y de sus parientes. No volví a tratarlo pero entonces supe que poseía valiosas propiedades urbanas en Valparaíso, que había adquirido para dar una colocación ventajosa y segura a sus bienes de fortuna.
Historiador Diego Barros Arana

Alejado de la vida pública moriría en Florencia, Italia cuando su patria natal y las otras dos a las que había servido fielmente aun combatían en la Guerra del Pacífico.